# Суареш Карнейру, Антониу
Анто́ниу да Си́лва Озо́риу Суа́реш Карне́йру (порт. António da Silva Osório Soares Carneiro; 25 января 1928, Куштойяш — 28 января 2014, Лиссабон) — португальский военный, начальник генерального штаба вооружённых сил в 1989—1994. Кандидат в президенты Португалии от правоцентристского блока на выборах 1980 года.

## Противник радикализма
Окончил Армейское училище (ныне — Военная академия) в 1947 году. Служил в сухопутных войсках. На момент Португальской революции 25 апреля 1974 года возглавлял колониальную администрацию на юге Анголы. Стоял во главе португальской администрации Анголы в течение короткого периода до назначения Роза Коутинью.
Суареш Карнейру придерживался правых политических взглядов, осуждал левый радикализм большинства лидеров Движения вооружённых сил. Он не участвовал в вооружённой борьбе и радикальном антикоммунистическом сопротивлении ELP, MDLP, CODECO, движения Мария да Фонте. Но он явно симпатизировал генералу Спиноле. После 1976 генерал Карнейру ориентировался на партии правого центра — Социал-демократическую, Социально-демократический центр, Народно-монархическую — которые в 1979 году образовали Демократический альянс.

## Кандидат правых сил
Правоцентристская коалиция одержала победу на парламентских выборах декабря 1979 и октября 1980. Правительство возглавил Франсишку Са Карнейру (однофамилец Суареша Карнейру), лидер Социал-демократической партии, которая в Португалии, несмотря на название, занимает либерально-центристские позиции. Президентские выборы предстояли в декабре 1980. Демократический альянс выдвинул кандидатуру генерала Суареша Карнейру.

Избрание Соареша Карнейру означало окончательный разрыв с традицией 25 апреля. От власти были бы отстранены все силы, принимавшие участие в португальской революции.

К тому времени в португальском обществе преобладали правые настроения, и победа генерала Карнейру выглядела реальной перспективой. Однако он не имел политического опыта и рассматривался как креатура однофамильца-премьера, а не как самостоятельный деятель. Действовавший президент Рамалью Эанеш был гораздо более популярен в стране. Кроме того, вокруг Эанеша консолидировались все левые и левоцентристские силы. Кандидат коммунистической партии Карлуш Бриту за несколько дней до голосования снял свою кандидатуру и призвал сторонников ПКП поддержать президента Эанеша (несмотря на его роль в подавлении попытки прокоммунистического переворота 25 ноября 1975 года).
В таких условиях поддержки правительственных партий оказалось недостаточно для избрания (кроме того, в последние предвыборные дни правоцентристский блок был потрясён гибелью премьер-министра Са Карнейру в авиационной катастрофе). На выборах 7 декабря 1980 года Рамалью Эанеш одержал уверенную победу, получив более 56 % голосов. Суареш Карнейру собрал немногим более 40 %.

## Начальник генштаба
После поражения на выборах Суареш Карнейру оставил политику и продолжил военную службу. В 1989—1994 годах он был начальником Генерального штаба Вооружённых сил Португалии. Правительство в этот период возглавлял социал-демократ Анибал Каваку Силва, президентом являлся социалист Мариу Суареш.
Суареш Карнейру удостоен ряда португальских, бразильских и южнокорейских наград, в том числе португальского ордена Башни и Меча и бразильского ордена Южного Креста.

## Кончина
Скончался 86-летний Антониу Суареш Карнейру в лиссабонском военном госпитале. В связи с его кончиной со официальными заявлениями выступили президент Португалии Анибал Каваку Силва и премьер-министр Португалии Педру Пасуш Коэлью. Глава государства отметил патриотизм покойного Суареша Карнейру и характерный для него «культ военных добродетелей». Глава правительства сказал о «неоценимом вкладе» покойного генерала в укрепление португальской демократии.
Генерал Суареш Карнейру вошёл в историю Португалии больше как военный, чем политический деятель. Его неудача на президентских выборах была заметным эпизодом, но в принципе не сильно повлияла на долгосрочный политический процесс.

## Награды
| Страна           | Дата               | Награда                                                                           | Награда                                                                           | Литеры |
| ---------------- | ------------------ | --------------------------------------------------------------------------------- | --------------------------------------------------------------------------------- | ------ |
| Португалия       | 24 сентября 1962 — | Офицер Военного ордена Святого Бенедикта Ависского                                | Офицер Военного ордена Святого Бенедикта Ависского                                | OA     |
| Португалия       | 13 июля 1973 —     | Командор ордена Колониальной империи                                              | Командор ордена Колониальной империи                                              | ComIC  |
| Бразилия         | 22 августа 1991 —  | Кавалер Большого креста ордена Южного Креста                                      | Кавалер Большого креста ордена Южного Креста                                      |        |
| Франция          | 31 января 1994 —   | Гранд-офицер Национального ордена «За заслуги»                                    | Гранд-офицер Национального ордена «За заслуги»                                    |        |
| Республика Корея | 31 января 1994 —   | Кавалер Большого креста ордена «За заслуги в социальном обеспечении»              | Кавалер Большого креста ордена «За заслуги в социальном обеспечении»              |        |
| Португалия       | 1 июля 1994 —      | Кавалер Большого креста Военного ордена Башни и Меча, Доблести, Верности и Заслуг | Кавалер Большого креста Военного ордена Башни и Меча, Доблести, Верности и Заслуг | GCTE   |